# Taiwan Mobile
Taiwan Mobile (Chino：台湾大哥大；Pinyin：táiwān dà gē dà) es la compañía de telecomunicaciones más grande de  Taiwán, que incluye 3G, comunicaciones móviles 4G y ofertas de servicios de Internet.

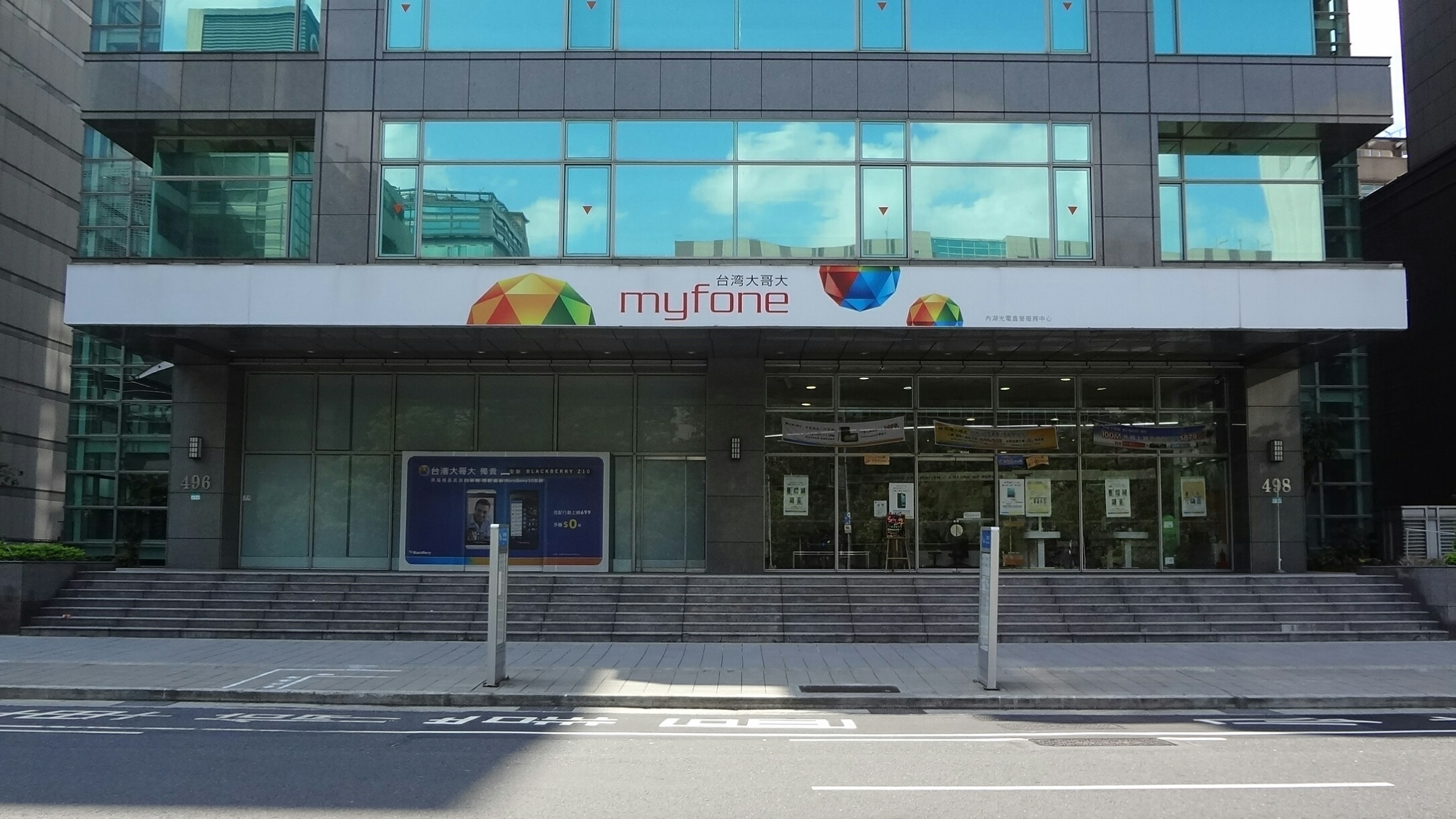
Tienda minorista Taiwán Mobile